# United Hockey League 2003/04
Die Saison 2003/04 war die 13. reguläre Saison der United Hockey League (bis 1997 Colonial Hockey League). Die zwölf Teams sollten in der regulären Saison je 76 Begegnungen austragen, jedoch musste der Spielplan aufgrund des vorzeitigen, finanziell bedingten, Ausscheidens der Columbus Stars umgeändert werden. Das punktbeste Team der regulären Saison waren die Fort Wayne Komets, während die Muskegon Fury in den Play-offs zum dritten Mal den Colonial Cup gewannen.

## Teamänderungen
Folgende Änderungen wurden vor Beginn der Saison vorgenommen:
- Die Columbus Stars wurden als Expansionsteam in die Liga aufgenommen und stellten noch im Laufe der Spielzeit den Spielbetrieb wieder ein.
- Die Richmond RiverDogs wurden als Expansionsteam in die Liga aufgenommen.

## Reguläre Saison

### Abschlusstabelle
Abkürzungen: GP = Spiele, W = Siege, L = Niederlagen, T = Unentschieden, OTL = Niederlage nach Overtime, GF = Erzielte Tore, GA = Gegentore, Pts = Punkte
| Eastern Division    | GP | W  | L  | T  | GF  | GA  | Pts |
| ------------------- | -- | -- | -- | -- | --- | --- | --- |
| Richmond RiverDogs  | 76 | 44 | 27 | 5  | 259 | 251 | 93  |
| Flint Generals      | 76 | 39 | 27 | 10 | 253 | 244 | 88  |
| Port Huron Beacons  | 76 | 38 | 31 | 7  | 269 | 269 | 83  |
| Elmira Jackals      | 76 | 33 | 34 | 9  | 238 | 256 | 75  |
| Adirondack Icehawks | 76 | 22 | 44 | 10 | 210 | 303 | 54  |
| Columbus Stars      | 34 | 19 | 11 | 4  | 102 | 93  | 42  |

| Western Division      | GP | W  | L  | T | GF  | GA  | Pts |
| --------------------- | -- | -- | -- | - | --- | --- | --- |
| Fort Wayne Komets     | 76 | 53 | 17 | 6 | 281 | 180 | 112 |
| Quad City Mallards    | 76 | 50 | 20 | 6 | 287 | 220 | 106 |
| Muskegon Fury         | 76 | 47 | 20 | 9 | 298 | 239 | 103 |
| Kalamazoo Wings       | 76 | 45 | 22 | 9 | 281 | 207 | 99  |
| Rockford IceHogs      | 76 | 28 | 43 | 5 | 215 | 294 | 61  |
| Missouri River Otters | 76 | 17 | 51 | 8 | 191 | 328 | 42  |

## Colonial-Cup-Playoffs
| Colonial-Cup-Viertelfinale | Colonial-Cup-Viertelfinale | Colonial-Cup-Viertelfinale |    |                    | Colonial-Cup-Halbfinale | Colonial-Cup-Halbfinale | Colonial-Cup-Halbfinale |  |  | Colonial-Cup-Finale | Colonial-Cup-Finale | Colonial-Cup-Finale |
|                            |                            |                            |    |                    |                         |                         |                         |  |  |                     |                     |                     |
| E2                         | Flint Generals             | 0                          |    |                    |                         |                         |                         |  |  |                     |                     |                     |
| E3                         | Port Huron Beacons         | 3                          |    |                    |                         |                         |                         |  |  |                     |                     |                     |
| E3                         | Port Huron Beacons         | 3                          | E3 | Port Huron Beacons | 2                       |                         |                         |  |  |                     |                     |                     |
| Eastern Division           |                            |                            | E3 | Port Huron Beacons | 2                       |                         |                         |  |  |                     |                     |                     |
|                            | E4                         | Elmira Jackals             | 4  |                    |                         |                         |                         |  |  |                     |                     |                     |
| E1                         | E4                         | Elmira Jackals             | 4  | Richmond RiverDogs | 1                       |                         |                         |  |  |                     |                     |                     |
| E1                         |                            |                            |    | Richmond RiverDogs | 1                       |                         |                         |  |  |                     |                     |                     |
| E4                         | Elmira Jackals             | 3                          |    |                    |                         |                         |                         |  |  |                     |                     |                     |
| E4                         | Elmira Jackals             | 3                          | E4 | Elmira Jackals     | 0                       |                         |                         |  |  |                     |                     |                     |
|                            |                            |                            |    | Elmira Jackals     | 0                       |                         |                         |  |  |                     |                     |                     |
|                            | W3                         | Muskegon Fury              | 4  |                    |                         |                         |                         |  |  |                     |                     |                     |
| W1                         | W3                         | Muskegon Fury              | 4  | Fort Wayne Komets  | 3                       |                         |                         |  |  |                     |                     |                     |
| W1                         |                            |                            |    | Fort Wayne Komets  | 3                       |                         |                         |  |  |                     |                     |                     |
| W4                         | Kalamazoo Wings            | 2                          |    |                    |                         |                         |                         |  |  |                     |                     |                     |
| W4                         | Kalamazoo Wings            | 2                          | W1 | Fort Wayne Komets  | 0                       |                         |                         |  |  |                     |                     |                     |
| Western Division           |                            |                            | W1 | Fort Wayne Komets  | 0                       |                         |                         |  |  |                     |                     |                     |
|                            | W3                         | Muskegon Fury              | 4  |                    |                         |                         |                         |  |  |                     |                     |                     |
| W2                         | W3                         | Muskegon Fury              | 4  | Quad City Mallards | 0                       |                         |                         |  |  |                     |                     |                     |
| W2                         |                            |                            |    | Quad City Mallards | 0                       |                         |                         |  |  |                     |                     |                     |
| W3                         | Muskegon Fury              | 3                          |    |                    |                         |                         |                         |  |  |                     |                     |                     |

## Vergebene Trophäen

### Mannschaftstrophäen
| Auszeichnung                               | Team              |
| ------------------------------------------ | ----------------- |
| Colonial Cup Gewinner der Playoffs         | Muskegon Fury     |
| Tarry Cup Bestes Team der regulären Saison | Fort Wayne Komets |